# Nicolaj Mexmontan
Nicolaj Mexmontan, född 15 augusti 1860 i Strelna vid Sankt Petersburg, död 15 november 1932 i Helsingfors, var en finländsk militär. 
Mexmontan tjänstgjorde i Sankt Petersburg och Finland samt var 1903–1905 den siste kommendören för Finska gardet. Som ombud i Stockholm för den så kallade Militärkommittén spelade han en viktig roll i de militära förberedelserna inför finska inbördeskriget 1918. Under själva kriget verkade han som generalinspektör i det vita högkvarteret. Han uppnådde generalmajors grad 1918 och utgav boken Ur frihetskrigets förhistoria (1929).